# اوپازیلا
اوپازیلا (بنگالی: উপজেলা) یا منطقه فرعی، یک منطقه از تقسیمات کشوری در کشور بنگلادش است، که زیرمجموعه‌ای از مناطق و ناحیه‌های این کشور محسوب می‌شوند. اوپازیلا در سایر کشورها و به‌طور خاص در کشورهای غربی، شهرستان نامیده می‌شود. کشور بنگلادش شامل ۴۹۲ اوپازیلا می‌باشد.